# Progress 32
Progress 32 (ryska: Прогресс-32) var en sovjetisk obemannad rymdfarkost som levererade förnödenheter, syre, vatten och bränsle till den då sovjetiska rymdstationen Mir. Den sköts upp med en Sojuz-U2-raket, från Kosmodromen i Bajkonur den 23 september 1987 och dockade med Mir den 26 september. Den 10 november genomförde Progress 32 en utdocking och återdockning med Kvant-1 modulen.
Farkosten lämnade rymdstationen den 17 november 1987 och brann upp i jordens atmosfär den 19 november 1987.

### Fotnoter
1. ↑  ”NASA Space Science Data Coordinated Archive” (på engelska). NASA. https://nssdc.gsfc.nasa.gov/nmc/spacecraft/display.action?id=1987-082A. Läst 1 mars 2020.
2. ↑  Manned Astronautics - Figures & Facts Arkiverad 21 juni 2008 hämtat från the Wayback Machine., läst 15 juli 2016.